# NGC 1365
NGC 1365 is een balkspiraalstelsel in het sterrenbeeld Oven. Het hemelobject werd op 2 september 1826 ontdekt door de Schotse astronoom James Dunlop. NGC 1365 maakt deel uit van de kleine Fornaxcluster, die 58 sterrenstelsels bevat. Dankzij de opvallende vorm ervan, die sterk doet denken aan een propeller, heeft het object NGC 1365 door Engelstalige amateurastronomen de naam Fornax Propeller Galaxy gekregen.

## Opzoekmethode NGC 1365
Het opsporen van het sterrenstelsel NGC 1365 is vrij eenvoudig daar het zich, vanaf de aarde gezien, vertoont op ongeveer anderhalve graad ten oosten van het driehoekig asterisme χ 1-2-3 Fornacis (Chi 1-2-3 Fornacis) in het sterrenbeeld Oven. Dit driehoekig asterisme heeft een schijnbare diameter van een halve graad, maar klimt, gezien vanuit de Benelux, tot slechts 3 graden boven de zuidelijke horizon. Waarnemers in de zuidelijke hemisfeer van de Aarde hebben meer geluk om het sterrenstelsel NGC 1365 op te sporen omdat het object zich op grotere hoogte boven de horizon vertoont. Het driehoekig asterisme Chi 1-2-3 Fornacis is ook bekend als STAR 2, het tweede object in Philip S. Harrington's STAR catalog (Small Telescope Asterism Roster).

## Synoniemen
- PGC 13179
- ESO 358-17
- MCG -6-8-26
- VV 825
- FCC 121
- IRAS03317-3618